# Pomplamoose
Pomplamoose - інді-електро-джаз музичний дует з Каліфорнії (США), складається з Наталі Доун Кнутсен (Natalie Dawn Knutsen), яка виступає під ім'ям Natalie Dawn, і Джека Конте (Jack Conte), що вміє грати на безлічі інструментів. Група була сформована влітку 2008 року, змогла розпродати більше 100 000 пісень в інтернет магазинах в 2009.

## Назва
Назва гурту походить від французького слова pamplemousse, яке перекладається як грейпфрут.

## Музика
В даний момент творчість групи представлено на YouTube і MySpace, а можна також платно завантажити пісні з сайту iTunes на травень 2013 року мають 361 050 підписника на власному каналі YouTube. Група отримала визнання, коли їх відео Hail Mary було показано на головній сторінці YouTube.
Багато відео записані у форматі «VideoSongs», який, за словами Джека Конте, визначається двома наступними правилами:
1. Все, що ти бачиш - це все, що ти чуєш (немає фонограми для голосу і музичних інструментів);
2. Якщо ви чуєте це, в якийсь момент ви це побачите (немає прихованих звуків).

## Дискографія

### Альбоми
- Pomplamoose VideoSongs

* Дата релізу: 11 березня 2009
* Лейбл: ShadowTree Music
* Формат: Поширення через інтернет
1. Pas Encore
2. Hail Mary
3. Be Still
4. Centrifuge
5. Beat the Horse
6. Twice as Nice
7. Little Things
8. Expiration Date

- Tribute To Famous People

* Дата релізу: 15 березня 2010
* Лейбл: ShadowTree Music
* Формат: Поширення через інтернет
1. My Favorite Things
2. La Vie en rose
3. Nature Boy
4. Single Ladies (Put a Ring on It)
5. September
6. Mister Sandman (разом з Ryan Lerman)
7. Beat It
8. Makin 'Out
9. I Don't Want to Miss a Thing
10. Telephone

### Extended plays
- 3 New Songs Woot! (2010)

* Дата релізу: 19 січня 2010
* Лейбл: ShadowTree Music
* Формат: Поширення через інтернет
1. If You Think You Need Some Lovin '
2. Another Day
3. I Don't Know

- Pomplamoose Christmas

* Release date: 2010
* Label: ShadownTree Music
* Format: Поширення через інтернет
1. Up on the House Top
2. Jingle Bells
3. Deck The Halls
4. Dance of the Sugar Plum Fairy
5. Always In The Season

### Сингли
- Jungle Animal разом з Allee Willis (2010)